# Барсау (Хунедоара)
Барсау (рум. Bârsău) насеље је у Румунији у округу Хунедоара у општини Харау. Oпштина се налази на надморској висини од 211 m.

## Историја
Према државном шематизму православног клира Угарске 1846. године у месту "Берексо" живи 100 православних породица. Православни парох је био тада поп Никола Јовановић.

## Становништво
Према подацима из 2002. године у насељу је живело 508 становника.

### Попис2002.
| Расподела становништва по националности 2002.‍ | Расподела становништва по националности 2002.‍ | Расподела становништва по националности 2002.‍ | Расподела становништва по националности 2002.‍ | Расподела становништва по националности 2002.‍ |
| --------------------------------------------- | --------------------------------------------- | --------------------------------------------- | --------------------------------------------- | --------------------------------------------- |
|                                               |                                               |                                               |                                               |                                               |
| Румуни                                        | Румуни                                        |                                               | 494                                           | 97,4%                                         |
| Мађари                                        | Мађари                                        |                                               | 5                                             | 1,0%                                          |
| неизјашњени                                   | неизјашњени                                   |                                               | 8                                             | 1,6%                                          |